# Louise Bäckman
Nanny Götha Lovise (Louise) Bäckman, född 15 november 1926 i Tärna församling, Västerbottens län, död 4 oktober 2021 i Stockholm, var en svensk-samisk religionsforskare.
Louise Bäckman växte upp i Vapstens sameby och gick i fem år i visteskola och nomadskola. Efter akademiska studier disputerade hon på Stockholms universitet 1975 med en avhandling i religionshistoria om samiska skyddsväsen (sáiva). Hon var professor i religionshistoria vid Stockholms universitet. Hon var ledamot av Nathan Söderblom-Sällskapet.
Louise Bäckman hade i sin forskning lyft fram samerna och bland annat skrev om nåjder, shamaner, om björnen i samisk tradition och om samer och nybyggare. Hon blev hedersdoktor 2003 vid Umeå universitet. År 2010 fick hon årets utvecklingspris av Samiskt kvinnoforum.